# Castelo de La Roche-sur-Foron
O Castelo de La Roche-sur-Foron, ou a torre dos condes de Genebra nome como é conhecido devido ao facto de ser a única coisa que resta do castelo, foi  construído no século XIII e encontra-se na comuna francesa de La Roche-sur-Foron, no departamento da Alta Saboia.

## Etimologia
La Roche-sur-Foron deve o seu nome ao rochedo Roche que serve de base ao edifício. Forum só foi junto aquando da Anexação da Saboia à França em 1860, anexação a que os de La Roche muito se opuseram. Só em 1960, um século mais tarde, é que o nome foi oficializado. Se há mais do que um Foron na região da Saboia, a palavra faz referência à torrente que passa na localidade e que se encontra no brasão da cidade

## História
A torre que resta é na realidade uma torre de menagem, mais precisamente das primeiras torres circulares a serem construídas na Saboia, segundo o modelo arquitectónico que o conde Pedro II de Saboia (1263-1268) tinha trazido ao país depois uma longa estadia na Inglaterra onde tinha interesses. Ao atravessar a França entre a Saboia e Inglaterra, Pedro II viu o que os engenheiros haviam construído ultimamente para o Rei de França Filipe IV de França, o Belo.
Durante as guerras que opuseram o duque de Saboia ao Rei de França entre 1589 e 1593, a praça-forte que era La Roche foi cercada e destruída. Foi na noite de 29 de Março de 1590, durante um intrusão dos genebrinos na La Rocha, que foi destruída a fortaleza.

## Bibliographie
- Georges Chapier, Les Châteaux Savoyards, Éd. La Découvrance, p. 28-30

## Ligações Externas
«Sítio oficial»